# Callophrys borelis
Callophrys borelis är en fjärilsart som beskrevs av Krulikovski 1890. Callophrys borelis ingår i släktet Callophrys och familjen juvelvingar. Inga underarter finns listade i Catalogue of Life.